# Фридрих Рацел
Фридрих Ратцел (на немски: Friedrich Ratzel) е германски географ и етнограф, известен със създадената от него теория за „жизненото пространство“. Полага основите на политическата география в Германия. Занимава се основно с география на човека и неговото взаимодействие с природата. Основоположник е на антропогеографията, а по-късно (1879) публикува своя труд „Политическа география“.

## Биография
Роден е на 30 август 1844 година в Карлсруе, Велико херцогство Баден (днес Германия). Посещава гимназия в родния си град и на 15-годишна възраст става чирак на аптекар. През 1863 г. заминава за Швейцария и от 1865 работи като аптекар в градчето Мьорс близо до Крефелд. През 1866 се завръща в Карлсруе и записва да учи зоология в Университета в Хайделберг. След завършване на образованието си Ратцел предприема пътувания, които го запалват по географията. Започва работа по терени около Средиземно море, като пише писма за своите преживявания. Тези писма довеждат до работа като пътуващ репортер на Kölnische Zeitung („Вестник Кьолн“), което му осигурява средства за по-нататъшно пътуване.
По време на Френско-пруската война през 1870 година, Ратцел се присъединява към пруската армия и два пъти е раняван.
През 1874 година предприема експедиция до Северна Америка, Куба и Мексико. Това пътуване е повратна точка в неговата кариера. Започва да изучава хората от немски произход в Америка, особено в Средния Запад, както и други етнически групи в Северна Америка. В резултат на тези проучвания през 1876 издава своя труд „Städte-und Kulturbilder aus Nordamerika“. Ратцел пътува и до градовете Ню Йорк, Бостън, Филаделфия, Вашингтон, Ричмънд, Чарлстън, Ню Орлиънс и Сан Франциско.
След завръщането си през 1875 година Ратцел става преподавател по география в гимназия в Мюнхен. През 1876 е назначен за асистент, а през 1880 става професор. От 1886 е преподавател в Лайпцигския университет до внезапната му смърт на 9 август 1904 година в Амерланд.